# Geoff Berner
Geoff Berner (født 1971) er en canadisk singer-songwriter og harmonikaspiller. Debutalbummet We Shall Not Flag or Fail, We Shall Go On to the End (2003) indeholder bemærkelsesværdige sange som »Clown and Bard«, »Iron Grey« og ikke mindst den fængende »Maginot Line«. Specielt ét nummer, »We All Gotta Be a Prostitute Sometimes«, er blevet genstand for cover-versioner overraskende mange gange, taget i betragtning at Berner ikke er enormt kendt.
I 2005 udgav Berner sit andet studiealbum, Whiskey Rabbi, på Black Hen Records. Han fik dertil hjælp fra Diona Davies på violin og Wayne Adams på percussion. Begge deltog på Berners Europaturné.
Berner deltog som opvarmning på Kaizers Orchestras Europaturné i forbindelse med udgivelsen af deres plade Maestro og spillede i den forbindelse to gange på Vega i oktober 2005. I marts 2006 spillede han igen i Danmark, denne gang på Kulturhuset på Islands Brygge.

## Diskografi
- We Shall Not Flag or Fail, We Shall Go On to the End (2003)
- Live in Oslo (2004)
- Whiskey Rabbi (2005)